# イモラグランプリ

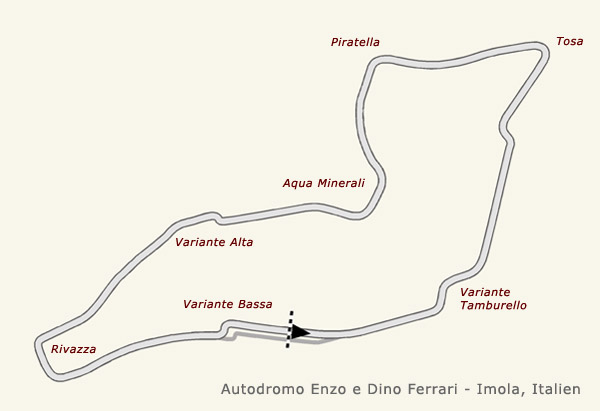
イモラ・サーキット

イモラグランプリ（イモラGP、City of Imola Grand Prix ）は、ロードレース世界選手権の一戦としてイタリアのイモラ市にあるイモラ・サーキットで開催されたオートバイレースイベントである。1996年から1999年までの4回開催された。
イタリア国内で開催されたグランプリであるが、ムジェロで行われていたイベントが既にイタリアグランプリとして開催されていたため、1カ国1グランプリの原則に則り、開催都市の名を採ってイモラグランプリとされた。

## イモラGPの歴代優勝者
| 年   | サーキット | 125cc                                | 250cc                                | 500cc                            |
| ---- | ---------- | ------------------------------------ | ------------------------------------ | -------------------------------- |
| 1996 | イモラ     | 徳留真紀（アプリリア）               | ラルフ・ウォルドマン（ホンダ）       | ミック・ドゥーハン（ホンダ）     |
| 1997 | イモラ     | バレンティーノ・ロッシ（アプリリア） | マックス・ビアッジ（ホンダ）         | ミック・ドゥーハン（ホンダ）     |
| 1998 | イモラ     | 眞子智実（ホンダ）                   | バレンティーノ・ロッシ（アプリリア） | ミック・ドゥーハン（ホンダ）     |
| 1999 | イモラ     | マルコ・メランドリ（ホンダ）         | ロリス・カピロッシ（ホンダ）         | アレックス・クリビーレ（ホンダ） |